# Amphiblemma letouzeyi
Amphiblemma letouzeyi är en tvåhjärtbladig växtart som beskrevs av Jacq.-fel.. Amphiblemma letouzeyi ingår i släktet Amphiblemma och familjen Melastomataceae. Inga underarter finns listade i Catalogue of Life.